# Pacanów

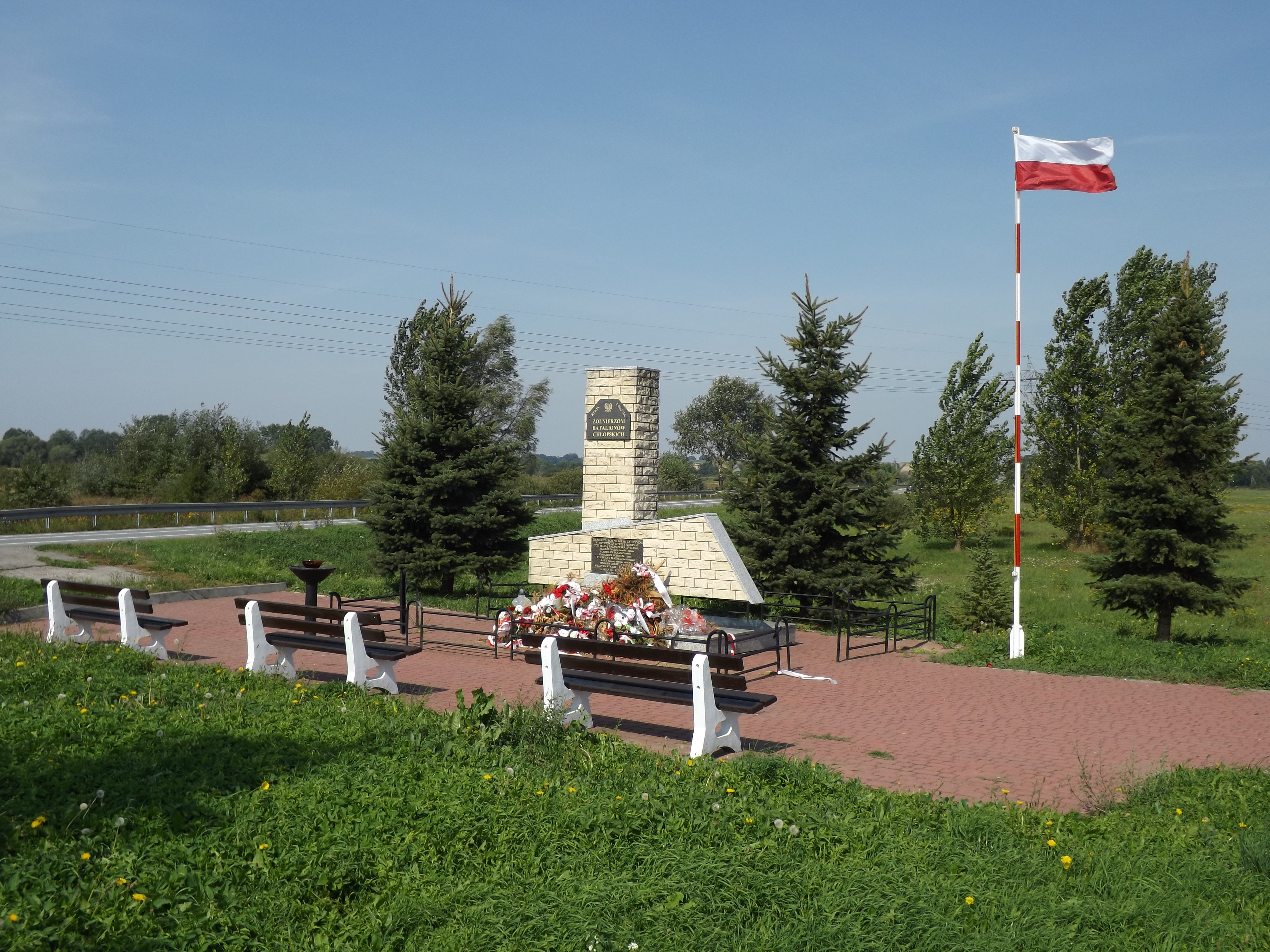
Pomnik upamiętniający partyzantów Batalionów Chłopskich poległych w bitwie pod Słupią Pacanowską powstały z inicjatywy mieszkańców Pacanowa i Słupi.

Pacanów – miasto w południowej Polsce położone w województwie świętokrzyskim, w powiecie buskim, w gminie Pacanów
Siedziba tejże gminy. Stanowi ważny ośrodek usługowy dla rolnictwa. Leży przy skrzyżowaniu drogi krajowej nr 73 (Wiśniówka – Jasło) i drogi krajowej nr 79 (Warszawa – Bytom).
Pod względem historycznym Pacanów leży w ziemi sandomierskiej, stanowiącej część Małopolski. Prywatne miasto szlacheckie lokowane w 1265 roku, położone było w drugiej połowie XVI wieku w powiecie wiślickim w województwie sandomierskim. Prawa miejskie w latach 1265–1869 oraz ponownie od 1 stycznia 2019.
Sławę zawdzięcza postaci Koziołka Matołka z utworów Kornela Makuszyńskiego i Mariana Walentynowicza. Jednak już znacznie wcześniej żartowano sobie z rzekomego podkuwania pacanowskich kóz i stąd wywodzi się żartobliwe powiedzenie „w Pacanowie kozy kują”. Jedna z wersji wyjaśnienia powiedzenia głosi, że kiedyś kowal podkuł kozę burmistrza i został za to skazany na śmierć. Bardziej prawdopodobna wydaje się druga wersja wyjaśnienia. W Pacanowie miano wykuwać kozy, czyli elementy małych statków. Od 2003 roku odbywa się tu ogólnopolski „Festiwal Kultury Dziecięcej”.

## Części miasta
| SIMC    | Nazwa        | Rodzaj                             |
| ------- | ------------ | ---------------------------------- |
| 0258721 | Barbara      | część miasta                       |
| 0258738 | Ożarówka     | część miasta (zniesiona w 2023 r.) |
| 0258744 | Poduchowny   | część miasta (zniesiona w 2023 r.) |
| 0258750 | Radziwiłówka | część miasta                       |

## Historia
Pacanów (prawa miejskie od 1265 do 1869) leży na skrzyżowaniu dróg łączących Kielce z Tarnowem oraz dawnego szlaku książęcego – królewskiego łączącego Kraków z Sandomierzem. Jan Długosz podaje, że założycielem Pacanowa był Seminarius. Na jego prośbę ówczesny biskup krakowski Maurus w latach 1109–1118 poświęcił świątynię w Pacanowie i uposażył ją dziesięcinami. Erygował w Pacanowie pierwszą „wiejską” parafię, niezwiązaną z podlegającą księciu kasztelanią.
W okresie Królestwa Polskiego należał do powiatu stopnickiego w guberni kieleckiej. 1 stycznia?/13 stycznia 1870 do gminy Pacanów przyłączono pozbawiony praw miejskich i przekształcony w osadę miejską Pacanów.
W 1914 w czasie I wojny światowej przez miejscowość przechodziły wojska Józefa Piłsudskiego które wycofały się z Kielc podczas ofensywy rosyjskiej.
W czasie kampanii wrześniowej pod Pacanowem walki stoczył 73 pułk piechoty z 23 Dywizji Piechoty z oddziałem wydzielonym z 5 Dywizji Pancernej. Polegli żołnierze zostali pochowani na cmentarzu parafialnym.
Podczas okupacji niemieckiej, w kwietniu 1942 roku Niemcy utworzyli getto dla żydowskich mieszkańców. Przebywało w nim około 3000 Żydów. W październiku 1942 zostali wywiezieni do obozu zagłady Treblinka II i tam zamordowani.
W 1944 roku Armia Czerwona w czasie operacji Bagration dotarła do Pacanowa. W czasie tworzenia przyczółka baranowsko-sandomierskiego w okolicy miejscowości doszło do walk. Po niemieckim ostrzale artyleryjskim, 17 sierpnia spalił się kościół w Pacanowie. Decyzją radzieckich władz wojskowych 10 września mieszkańcy zostali ewakuowani ponieważ rejon Pacanowa stał się terenem przyfrontowym. Ludność powróciła do miasteczka po 12 stycznia 1945 roku.
W latach 1975–1998 miejscowość położona była w województwie kieleckim.

## Konsultacje lokalne w sprawie nadania statusu miasta (2018)
9 lutego 2018, podczas sesji Rady Gminy Pacanów, radni podjęli uchwałę, w której upoważnili wójta do rozpoczęcia starań o odzyskanie praw miejskich. Rada Gminy Pacanów przyjęła 23 marca 2018 uchwałę (w formie apelu) w sprawie przywrócenia praw miejskich miejscowościom, które zostały ich pozbawione w wyniku represji carskich. Apel ten zakłada pominięcie wszystkich obowiązujących w tym względzie procedur w celu „upamiętnienia bohaterskiej walki polskich powstańców, zadośćuczynienie dotychczas wyrządzonym krzywdom oraz uczczenia 100 rocznicy odzyskania przez państwo polskie niepodległości i 155 rocznicy wybuchu Powstania Styczniowego”. Apel trafił do MSWiA, w związku z czym minister podjął decyzję o wszczęciu procedury odnośnie do nadania statusu miasta Pacanowowi, występując do Rady Gminy o przedstawienie opinii poprzedzonej przeprowadzeniem konsultacji z mieszkańcami. Konsultacje zostały ogłoszone na od 8 do 25 marca 2018; termin ten przedłużono później do 8 kwietnia 2018. Wyniki prezentują się następująco, przy frekwencji 34,2% (zagłosowało 2167 osób spośród 6339 uprawnionych): za 85,9% (1861 osób), przeciw 5,2% (112 osób); wstrzymało się 8,9% (194 osoby). 1 stycznia 2019 status miasta został przywrócony.

## Zabytki
- Kościół św. Marcina, wybudowany w II poł. XIII wieku, po zniszczeniu przebudowany (II poł. XVII wieku, rozbudowany w 1768; odbudowany po pożarze w 1906 r.) z renesansową kaplicą (1633). Od 1615 miejsce kultu Pana Jezusa Konającego. W zrębie dzisiejszego kościoła zachowane są fragmenty murów kościoła wczesnogotyckiego. Od strony południowej znajduje się późnorenesansowa kaplica Pana Jezusa z barokowym ołtarzem. Kościół jest Sanktuarium Jezusa Konającego. 14 listopada 2008 r. papież Benedykt XVI nadał kościołowi tytuł bazyliki mniejszej. To czwarta bazylika mniejsza w diecezji kieleckiej – po kieleckiej katedrze oraz świątyniach w Miechowie i Wiślicy. Decyzję tę ogłosił 14 września 2009 r. prymas Polski kard. Józef Glemp podczas Mszy św. w odpust Podwyższenia Krzyża Świętego. Kustoszem sanktuarium i zarazem proboszczem parafii Pacanów jest ks. Leszek Domagała. Kościół jest wpisany do rejestru zabytków nieruchomych (nr rej.: 781 z 8.02.1958 oraz 147 z 23.06.1967)[23].
- Cmentarz parafialny (nr rej.: A.63 z 23.06.1992)[23].

## Infrastruktura

### Opieka medyczna
- Ośrodek Zdrowia w Pacanowie.

### Kultura, sport, turystyka
Funkcjonują: Europejskie Centrum Bajki im. Koziołka Matołka i biblioteka publiczna. Od 35 lat istnieje zespół folklorystyczny „Pacanowianie”. Z inicjatywy samorządu ukazuje się miesięcznik „Z życia gminy”. Istnieje Szkoła Podstawowa/Gimnazjum im. Kornela Makuszyńskiego oraz Gimnazjum im. Michała Janasa. Pacanów może się poszczycić również profesjonalnym torem umożliwiającym organizację wyścigów modeli sterowanych RC.
W mieście, od 1987 roku, działa klub piłki nożnej, Zorza Tempo Pacanów, grający w sezonie 2024/2025 w klasie A, gr. Sandomierz.